# Unterdüssel
Unterdüssel is een plaats in de stad Wülfrath in  Noordrijn-Westfalen in Duitsland.  
Unterdüssel ligt aan de Uerdinger Linie, in het traditionele gebied van het Limburgs in het ruimste zin. Unterdüssel ligt zuiden van het Ruhrgebied. 
Unterdüssel ligt tussen Aprath en Mettmann. Unterdüssel is niet ver van Oberdüssel verwijderd.